# Energija Elektrėnai
Energija Elektrėnai je hokejový klub z Elektrėnai, který hraje Litevskou hokejovou ligu. Jejich domovským stadionem je Elektrėnų ledo halė. Energija Elektrėnai hrála také Východoevropskou ligu ledního hokeje, Latvijas hokeja līga (2003/2012), Vysschaya League (2. Běloruská liga - 2013/2018).

## Vítězství
- Litevská liga ledního hokeje – 22x mistr 1992, 1993, 1994, 1995, 1996, 1997, 1998, 1999, 2001, 2003, 2004, 2005, 2006, 2007, 2008, 2009, 2013, 2016, 2017, 2018, 2019   2. místo 2000, 2002   3. místo 2021
- Latvijas hokeja līga - 4. místo (2003/04, 2008/09, 2009/10), 6. místo (2004/05, 2006/07, 2010/11, 2011/12), 7. místo (2005/06, 2007/08)
- Vysschaya League - 5. místo (2013/14, 2015/16), 8. místo (2014/15, 2016/17), 11. místo (2017/18)